# Annunciatie
Annunciatie (annuntiatie), Maria-Boodschap of Aankondiging van de Heer (Annuntiatio Domini in het Latijn) is het hoogfeest ter gedachtenis van de aankondiging (annunciatie) van de geboorte van Jezus aan Maria. In de Orthodoxe Kerk en Rooms-Katholieke Kerk valt deze feestdag op 25 maart, dus negen maanden voor Kerstmis.
In de christelijke iconografie verwijst het woord naar de voorstelling van de aartsengel Gabriël die volgens Luc. 1:26-35 Maria in haar huis te Nazareth een bezoek brengt en haar meldt dat God haar uitverkoren heeft om de moeder van zijn Zoon te worden.
Er bestaan talloze schilderijen van dit tafereel. Het thema was reeds in de vroegchristelijke kunst (catacomben) geliefd. De tekst werd aanvankelijk gevonden in de zogenaamde apocriefe evangeliën, in de latere middeleeuwen gebruikte men deze niet meer, doch die van Lucas. Het fresco van Fra Angelico in het Museo di San Marco in Florence is wellicht een van de bekendste versies.
De Germanen en veel andere volken kenden in deze tijd van het jaar, rond de voorjaarsequinox, wanneer de zon boven de evenaar staat, feesten. Soms worden deze feesten in verband gebracht met de datum van Maria-Boodschap, maar daar is geen enkele aanwijzing of reden voor: het is duidelijk dat de datum van Maria-Boodschap afgeleid is van Kerstmis, en daarom negen maanden daarvoor geplaatst is.
Als het hoogfeest van de Aankondiging van de Heer valt tussen Palmzondag en Beloken Pasen, wordt het verplaatst naar de tweede maandag na Pasen.
Valt 25 maart op een zondag in de Veertigdagentijd, wordt het verplaatst naar 26 maart.

## Galerij

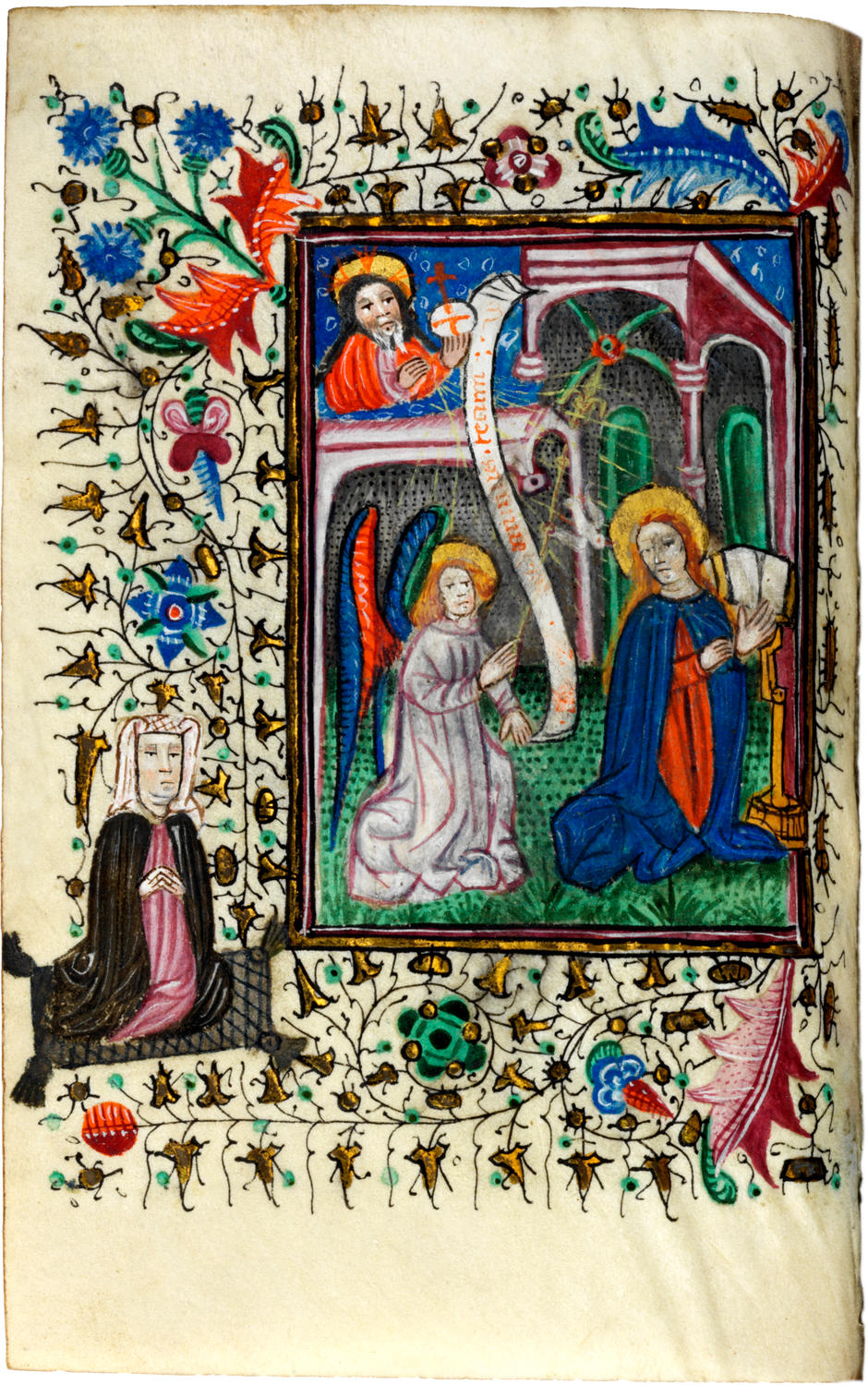
Annunciatie, scène in het getijdenboek van Reynegom
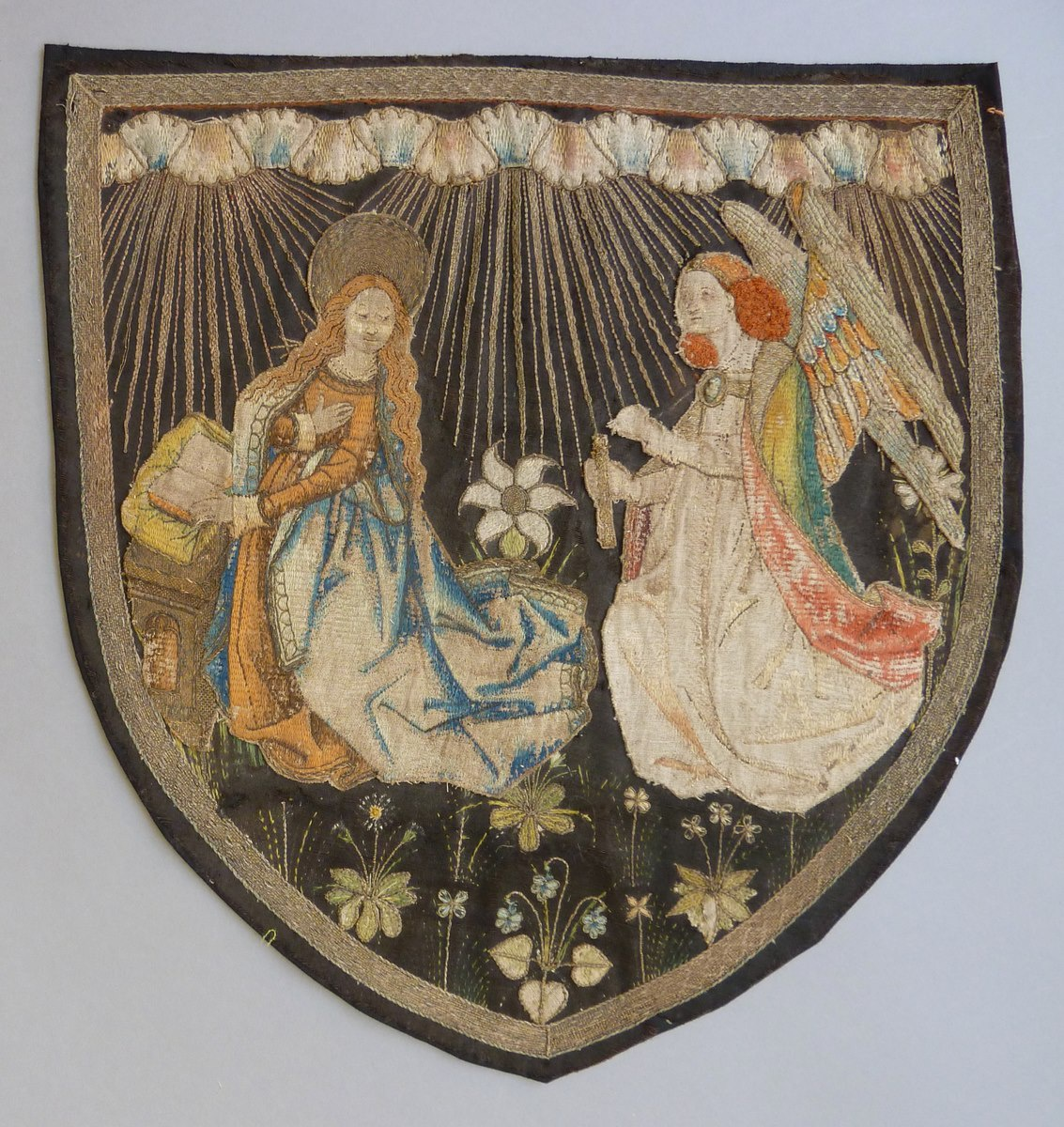
Koorkapschild met annunciatie, 1470 - 1479, Museum Catharijneconvent